# استیو اپسه تیتی
استیو اپسه تیتی (انگلیسی: Steeve Epesse-Titi؛ زادهٔ ۵ ژوئیهٔ ۱۹۷۹) بازیکن فوتبال اهل فرانسه است.
از باشگاه‌هایی که در آن بازی کرده‌است می‌توان به باشگاه فوتبال ولورهمپتون واندررز، باشگاه فوتبال اکستر سیتی، و باشگاه فوتبال بوردو اشاره کرد.